# Nikola Ćaćić
Nikola Ćaćić (n. 7 decembrie 1990, Banja Luka, Bosnia și Herțegovina) este un jucător profesionist sârb de tenis, specializat în jpcul de dublu. Cea mai bună clasare a sa la dublu este locul 35 mondial, în noiembrie 2021. A câștigat trei titluri la dublu pe circuitul ATP, patru titluri la dublu pe circuitul ATP Challenger, precum și cinci titluri la simplu și 32 de titluri la dublu în turneele ITF Futures.